# 塞居尔堡
塞居尔堡（法語：Ségur-le-Château，法語發音：[seɡyʁ lə ʃato]）是法国科雷兹省的一个市镇，位于该省西北部，属于布里夫拉盖亚尔德区。

## 地理
塞居尔堡（45°25'46"N, 1°18'18"E）面积9.48 平方千米，位于法国新阿基坦大区科雷兹省，该省份为法国中南部省份，北起上维埃纳省和克勒兹省，西接多爾多涅省，南至洛特省，东临多姆山省和康塔爾省。
与塞居尔堡接壤的市镇（或旧市镇、城区）包括：贝斯纳克、圣埃卢瓦莱蒂勒里、圣于连勒旺多穆瓦、派扎克。

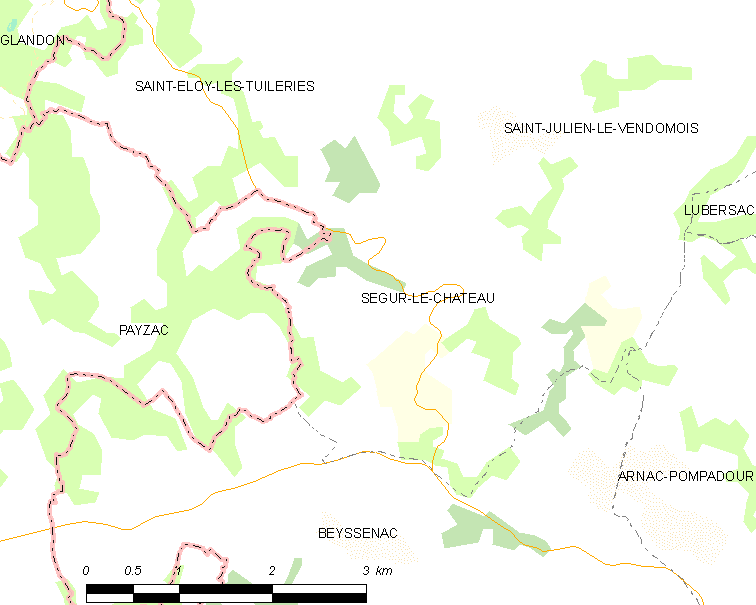
塞居尔堡的OSM定位图

塞居尔堡的时区为UTC+01:00、UTC+02:00（夏令时）。

## 行政
塞居尔堡的邮政编码为19230，INSEE市镇编码为19254。

## 政治
塞居尔堡所属的省级选区为于泽什县。

## 人口

1962-2008年间塞居尔堡人口变化图示

塞居尔堡于2022年1月1日时的人口数量为202人。